# ジェラルド・ハニーカット
ジェラルド・ハニーカット（Jerald Honeycutt、1974年10月20日 - ）は、アメリカ合衆国・ルイジアナ州出身の元バスケットボール選手。ポジションはフォワード・センター。身長205cm、体重120kg。

## 来歴
テュレーン大学から1997年のNBAドラフトでミルウォーキー・バックスより2巡目（全体39位）指名を受ける。NBAではバックスとフィラデルフィア・セブンティシクサーズで2シーズンプレー。
その後、CBA、フィリピン、ギリシャ、ロシアを経て、2005年に来日し、オーエスジーフェニックスに入団。年間ベスト5賞とともにリーグベスト5も受賞。
2006年、三菱電機メルコドルフィンズに移籍。2年連続年間ベスト5賞を受賞。
2008年、パナソニックトライアンズに移籍。2011年、豊田通商ファイティングイーグルスに移籍。
2013年、引退。

## 経歴
- グランブィング高校 - テュレーン大学 - ミルウォーキー - フィラデルフィア - グランドラピッズ（CBA） - 欧州 - オーエスジー（2005～2006） - 三菱電機（2006～2008） - パナソニック（2008～2011） - 豊田通商（2011～2013）